# Myelobia zuezeroides
Myelobia zuezeroides là một loài bướm đêm trong họ Crambidae.